# Nation Wampis
 (novembre 2023).

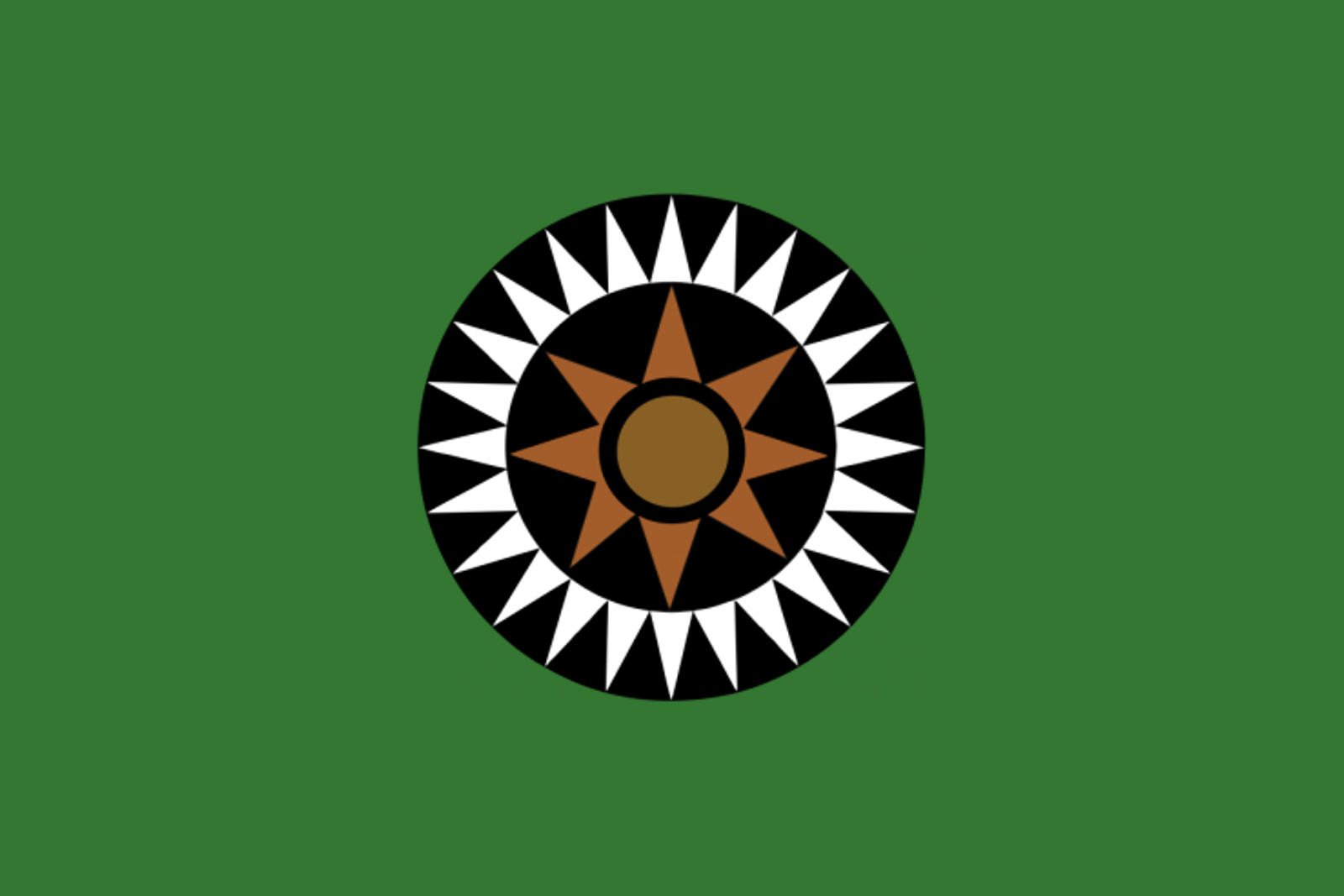
Un drapeau de la Nation Wampis.

Le gouvernement autonome territorial de la Nation Wampís (Gobierno Autónomo Territorial de la Nación Wampís, GTANW), connu surtout comme la Nation Wampis, est un gouvernement autonome en Pérou créé le 29 novembre 2015 à partir de l'union de 27 communautés wampís. Il est le premier gouvernement autochtone du pays et il représente à plus de 15 000 personnes.
Bien que la Nation Wampis n'ait pas encore été reconnue par l'État péruvien, en 2017 la Commission sur les peuples Andins, Amazoniens et Afro-péruviens, l'Environnement et l'Écologie du Congrès de la République a attribué un prix à la Nation Wampis pour le rôle qu'elle joue dans la défense de l'environnement.
La Nation Wampis a participé à la quinzième Conférence des Nations Unies sur la Biodiversité de 2022 (COP15) en décembre 2022 à Montréal, au Canada. La Nation Wampis a été reconnue au sein de l'initiative TICCA comme territoire de vie géré de façon autonome par une nation aborigène.

## Antécédents
Le processus qui a conduit à la création de la Nation Wampis a été initié en réaction à la présence d'industries extractives dans le territoire wampis. Il a impliqué la tenue de plus de cinquante réunions communautaires et de quinze assemblées générales avant de mener le 29 novembre 2015 à la déclaration de la création du gouvernement autonome territorial de la nation Wampis.
Les statuts par lesquels se régit le GTNAW se fondent sur l'obligation de l'État péruvien de respecter l'autonomie et les droits des peuples et nations autochtones établies dans la Convention 169 de l'OIT relative aux peuples indigènes et tribaux (ratifiée par le Gouvernement du Pérou en 1994). Le premier brouillon des statuts fut rédigé en 2014 et le troisième et ultime fut validé en juin 2015. Les statuts comptent 94 articles organisés en huit chapitres.

## Organisation territoriale
Le territoire de la Nation Wampis couvre plus d'un million trois cent mille hectares dans les bassins des fleuves Santiago et Morona (Kanus et Kankaim en langue huambisa), qui sont situés dans les régions Amazonas et Loreto en Amazonie péruvienne.

## Pámuk
Les Wampis ne se donnent pas de gouvernements centralisés. Toutefois, en temps de crise et face à des menaces extérieures, des unités autonomes regroupant plusieurs communautés sont généralement reconnues. C'est dans ces circonstances qu'apparaît la figure du Pámuk, un homme « qui a obtenu la vision » et donc avec la capacité d'être le conseiller ou le guide qui assume le pouvoir spirituel pour faire face aux difficultés.
Le premier Pámuk a été Wrays Pérez Ramírez, de novembre de 2015 jusqu'au 20 avril 2021. Le suivant est jusqu'à aujourd'hui Teófilo Kukush Paati.
La deuxième autorité est le Pamuka ayatke, un rôle similaire à celui de vice-président. Le ou la leader de chacune des communautés porte le titre d'Apu.